# Hotel Vier Jahreszeiten (München)

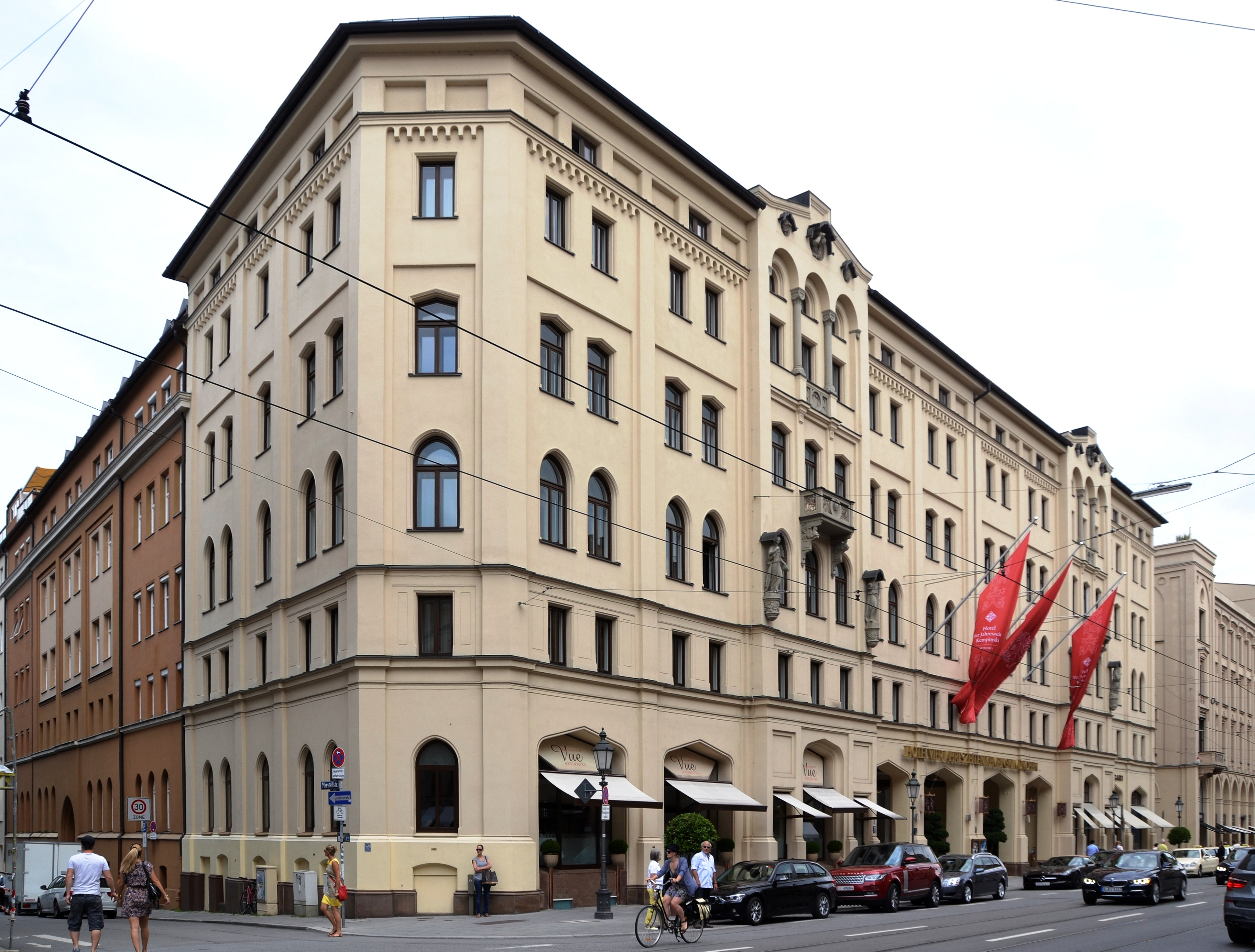
Der Eingang Maximilianstraße

Das Hotel Vier Jahreszeiten Kempinski München ist ein 1858 eröffnetes Luxushotel der Fünf-Sterne-Kategorie in der Maximilianstraße in München. Das Kempinski-Haus zählt zu den besten Hotels in Deutschland. Im Jahr 2015 lag es mit 49 Millionen Euro auf Rang 4 der umsatzstärksten Hotels in Deutschland.

## Geschichte

### Anfänge 1858

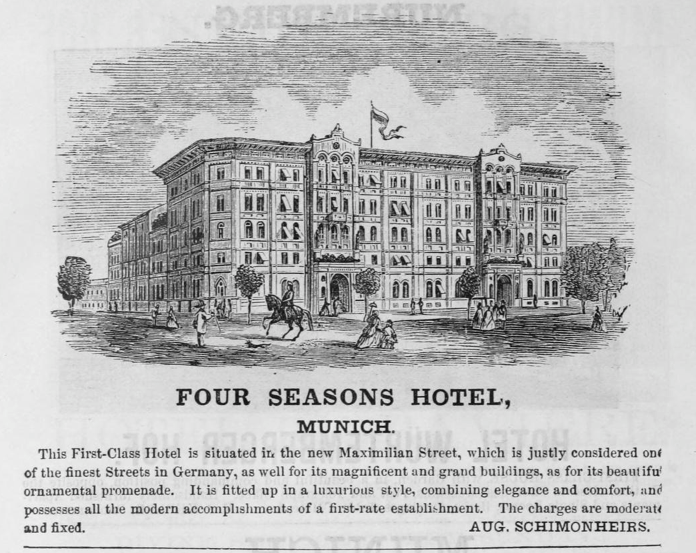
Das Hotel 1885

Friedrich Bürklein, der sich als Architekt um das Gesamtkunstwerk Maximilianstraße kümmerte, empfahl Rudolf Gottgetreu als Architekten des Hotels. Am 25. Juli des Jahres 1858 wurde das Hotel von Hotelier August Schimon eröffnet. Zwar hatte sich Maximilian II. an „seiner“ Straße das nobelste Stadthotel gewünscht, das alle bis dahin gesetzten Maßstäbe sprengen sollte, aber natürlich durfte ein Hotel nicht der königlichen Residenz den Rang ablaufen. Dennoch setzte es Maßstäbe für seine Zeit. Neben 60 Ställen hatte das Vier Jahreszeiten Gasbeleuchtung, Glockenzüge zur Kommunikation in den Zimmern, sechs Marmorbäder und einen Paternoster. Einige Zimmer verfügten über ein bei manchen Gästen beliebtes „Wellenschaukelbad“ zur „Nervenstärkung“.
Am 25. August 1876, als von „eine[r] Anzahl höherer Staatsbeamten“ und König Ludwig II. dessen Geburts- und Namenstag, und gemeinsam mit „Mitglieder[n] der Gemeindecollegien“ auch die Eröffnung der Wittelsbacherbrücke gefeiert wurde, versammelten sich die Staatsbeamten am Nachmittag zu „Festdiners ... in den Officiers-Speiseanstalten“ und die Gemeindecollegien „zu einem Festmahl im Hotel ‚Zu den vier Jahreszeiten‘“.
Johann Samuel Obermayer führte das Hotel von 1866 bis zu seinem Tod im Jahr 1889, gefolgt von seinem Sohn Adolf.

### Erster Weltkrieg
Das Hotel galt während des Ersten Weltkriegs als Zentrum der nationalistischen Agitation des Alldeutschen Verbands. Von 1919 bis 1924 war es der Versammlungsort der Thule-Gesellschaft.

### Brüder Walterspiel ab 1926

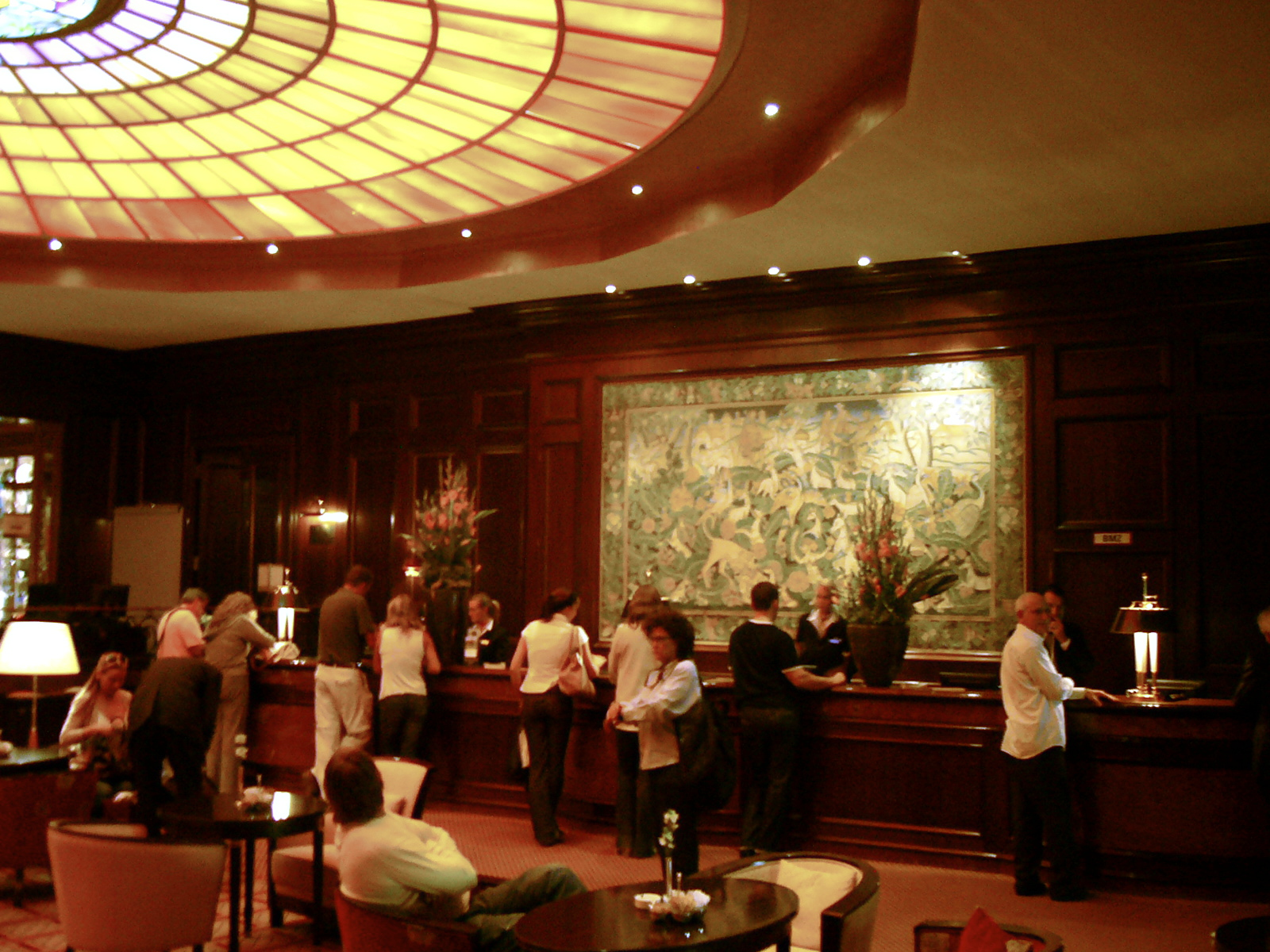
Das Hotelfoyer

1926 übernahmen die Brüder Alfred und Otto Walterspiel das Hotel. Sowohl das Restaurant Walterspiel als auch das Hotel Vier Jahreszeiten galten unter ihrer Leitung in Europa als „erste Adresse“, vor allem auch dank der Kochkunst von Alfred Walterspiel.
Auch während der Zeit des Nationalsozialismus blieb das Hotel „ein offenes Haus“ ohne Restriktionen für seine internationalen Gäste. Bei den Luftangriffen auf München im Zweiten Weltkrieg wurde das Gebäude schwer beschädigt, 1944 brannten alle Gebäudeflügel, bis auf den direkt an der Maximilianstraße gelegenen, vollständig aus. Dieser historische Teil hatte jetzt eine Etage weniger.
Nach Kriegsende 1945 wurde das Gebäude von der US-Besatzungsmacht genutzt. 1948 erhielten die Brüder Walterspiel von der Besatzung die Erlaubnis zum Wiederaufbau des Hotels für ausländische Gäste. Alfreds Sohn Georg stieg mit in die Geschäftsführung ein. Im Sommer 1949 wurde das Hotel auch für deutsche Gäste geöffnet. Das Restaurant Walterspiel wurde 1950 erneut eröffnet.
1958 bot das Haus das teuerste Hotelzimmer in Deutschland an. In diesem Jahr setzte sich Otto Walterspiel zur Ruhe. 
Nach dem Tod von Alfred Walterspiel 1960 führten seine Söhne Georg (* 1921) und Klaus Walterspiel das Hotel.

### Kempinski ab 1970
1970 beteiligte sich Kempinski zu 50 % am Hotel. Karl Theodor Walterspiel, der jüngste Sohn von Otto, gehörte dem Vorstand der Kempinski AG an. Anlässlich der Olympischen Sommerspiele 1972 in München wurde die Zimmerkapazität von 180 Zimmern auf 303 Zimmer fast verdoppelt.
Inzwischen gehört das Hotel zu 99 % der Kempinski AG. Seit 2007 wurden 42 Millionen Euro in die Renovierung des Hotels Vier Jahreszeiten investiert. Zuerst wurden 42 Zimmer mit Blick auf die Maximilianstraße neu gestaltet. In mehreren Teilabschnitten wurden bis 2009 alle Zimmer renoviert. Die Architekten Viktor Kim und Pierre Court aus San Francisco und New York kombinierten Louis XIV-Mobiliar mit zeitgenössischen Designstücken. Die Neugestaltung der sieben Veranstaltungsräume wurde 2013 beendet; der größte fasst bis zu 600 Personen.
Das Hotel hat 305 Zimmer und Suiten.

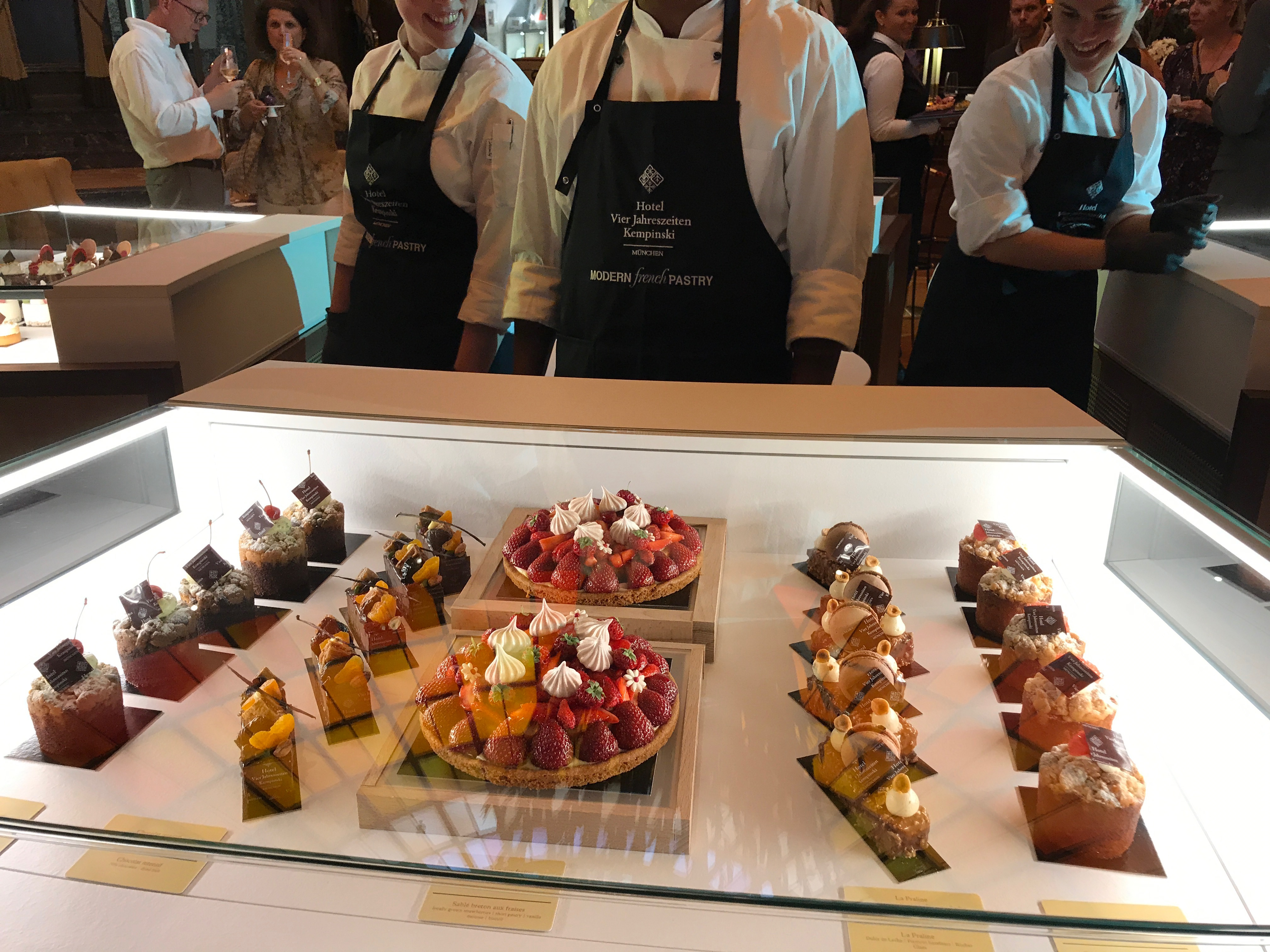
Pâtisserie von Ian Baker (2017)

### Restaurant Schwarzreiter (ab 2014)
2014 wurde das Restaurant Schwarzreiter eröffnet, benannt nach dem Lieblingsfisch Seesaibling von König Ludwig II., auch Schwarzreiter genannt. Es wurde von 2018 bis 2022 mit einem Michelin-Stern ausgezeichnet.
Die Patisserie leitet seit 2011 der Brite Ian Baker (* 1983), der 2015 als Patissier des Jahres im Schlemmer Atlas ausgezeichnet wurde sowie 2022 als Patissier des Jahres von Rolling Pin.

## Bekannte Gäste
Prominente Gäste waren unter anderem (sortiert nach Geburtsdatum):
- Großfürstin Helene von Russland[15]
- Franz Liszt
- Kaiserin Elisabeth von Österreich-Ungarn (Sissi)
- Edvard Grieg
- Franz Oppenheim 1869
- Emil von Behring 1904
- Gustav Mahler
- Richard Strauss
- Winston Churchill
- Konrad Adenauer
- Otto Hahn
- David Oistrach
- Bruno Kreisky
- Willy Brandt
- Leonard Bernstein
- Peter Ustinov
- Königin Elisabeth II.
- Elizabeth Taylor
- Soraya Esfandiary Bakhtiary (1950er Jahre)
- Sophia Loren
- 14. Dalai Lama
- König Juan Carlos I.
- Romy Schneider
- Plácido Domingo
- Elton John
- Wladimir Putin
- Michael Jackson
- Robbie Williams

## Gebäude
1857 errichtete J. N. Röckenschuß nach Plänen von R. Gottgetreu ein Mietshaus im Maximilianstil, das dann nach leichten Fassadenänderungen zum Hotel umgebaut wurde. 1902 wurde die Fassade vereinfachend durch Heilmann & Littmann umgestaltet. Im Erdgeschoss mit seinen Tudor-Blendbögen befindet sich die vierjochige Einfahrtshalle. Über dem Gurtgesims befindet sich das Mezzaningeschoss und drei Obergeschosse, darüber noch ein vereinfachtes Attikageschoss. Je zwei Fensterachsen werden an der Straßenfassade durch Lisenen zu acht Abschnitten zusammengefasst, wobei neben dem zweiten und sechsten Abschnitt reicher gestaltete dreiachsige Risalite liegen.